# Emanuele Luzzati
Emanuele Luzzati, auch Lele genannt (* 3. Juni 1921 in Genua; † 26. Januar 2007 ebenda), war ein italienischer Maler, Grafiker, Bühnenbildner, Illustrator und Animator. Seine animierten Kurzfilme Pulcinella und La gazza ladra wurden jeweils für einen Oscar nominiert.

## Leben und Wirken
Emanuele Luzzati wurde 1921 in Genua geboren und besuchte zunächst die Liceo classico Cristoforo Colombo. Da sein Vater „Jude“ war und die italienische Regierung Ende der 1930er Jahre Rassengesetze (leggi razziali) einführte, verließ die Familie Italien und zog in die Schweiz. Dort war Luzzati der Besuch einer höheren Schule möglich und so absolvierte er in Lausanne ein Studium an der École des Beaux-Arts. In Lausanne kam er unter anderem mit Arbeiten von Regisseur Louis Jouvet und Bühnenbildner Christian Bérard in Berührung. Sein Berufswunsch Bühnenbildner entstand nach eigenen Angaben, als er 1945 bei Proben zur Wiederaufführung von Igor Strawinskys Stück Histoire du soldat anwesend war. Die Aufführung zeichnete sich durch ein stilisiertes Bühnenbild aus, das Luzzati zum Vorbild nahm. Er begann daraufhin, mit Masken und Effekten zu experimentieren. Gemeinsam mit seinem Jugendfreund Alessandro Fersen (1911–2001) führte er 1944 sein erstes Stück Salomon und die Königin von Saba am Lausanner Hauptbahnhof auf. Dabei gestaltete Luzzati das Bühnenbild und Fersen führte Regie. Nach dem Zweiten Weltkrieg kehrten sie nach Italien zurück und zeigten das Stück auch in Genua und Mailand.
1947 brachten Luzzati und Fersen ihr zweites Stück auf die Bühne, die Adaption einer hebräischen Legende mit dem Titel Lea Lebowitz. Dabei setzte Luzzati Masken ein und verwendete erstmals Fantasieelemente. 1950 engagierte ihn Vittorio Gassman, der Lea Lebowitz gesehen hatte, als Masken- und Kostümbildner für eine Aufführung von Peer Gynt. Es folgten zahlreiche weitere Aufträge. Luzzati ließ sich endgültig in Genua nieder. Er wurde Mitbegründer des Eleonora-Duse-Theaters, des späteren Stadttheaters von Genua. Regisseur Aldo Trionfo (1921–1989), den Luzzati schon aus Lausanne kannte, leitete 1957 bis 1960 in einem Café von Genua die avantgardistische Theatergruppe La borsa di Arlecchino, die sich dem absurden Theater verschrieben hatte. Hier brachte sich Luzzati als Bühnen- und Kostümbildner ein und entwickelte seinen eigenen Stil. Zunehmend setzte er gebrauchte und zufällig gefundene Materialien zur Gestaltung ein. Die Kostüme schneiderte er zu Hause, mitunter unterstützt von seiner Mutter.
In den 1960er Jahren arbeitete Luzzati mit dem Regisseur Franco Enriquez (1927–1980) zusammen. Mit ihm und den beiden Schauspielern Valeria Moriconi und Glauco Mauri (* 1930) bildete er das sogenannte La Compagnia dei Quattro, das zahlreiche klassische und auch zeitgenössische Stücke aufführte, wie unter anderem Tom Stoppards Rosenkranz und Güldenstern. Gemeinsam mit Enriquez machte Luzzati erste Erfahrungen mit der Inszenierung von Opern. So gestaltete er 1963 das Bühnenbild der Zauberflöte beim Glyndebourne-Opernfestival. Danach war er an zahlreichen weiteren Operninszenierungen beteiligt, wobei sein besonderes Interesse Rossinis Werken galt. Neben weiteren Aufführungen beim Glyndebourne-Festival und an den führenden italienischen Häusern, arbeitete er unter anderem für die Wiener Staatsoper, das Chicago Opera House und das London Festival Ballet.

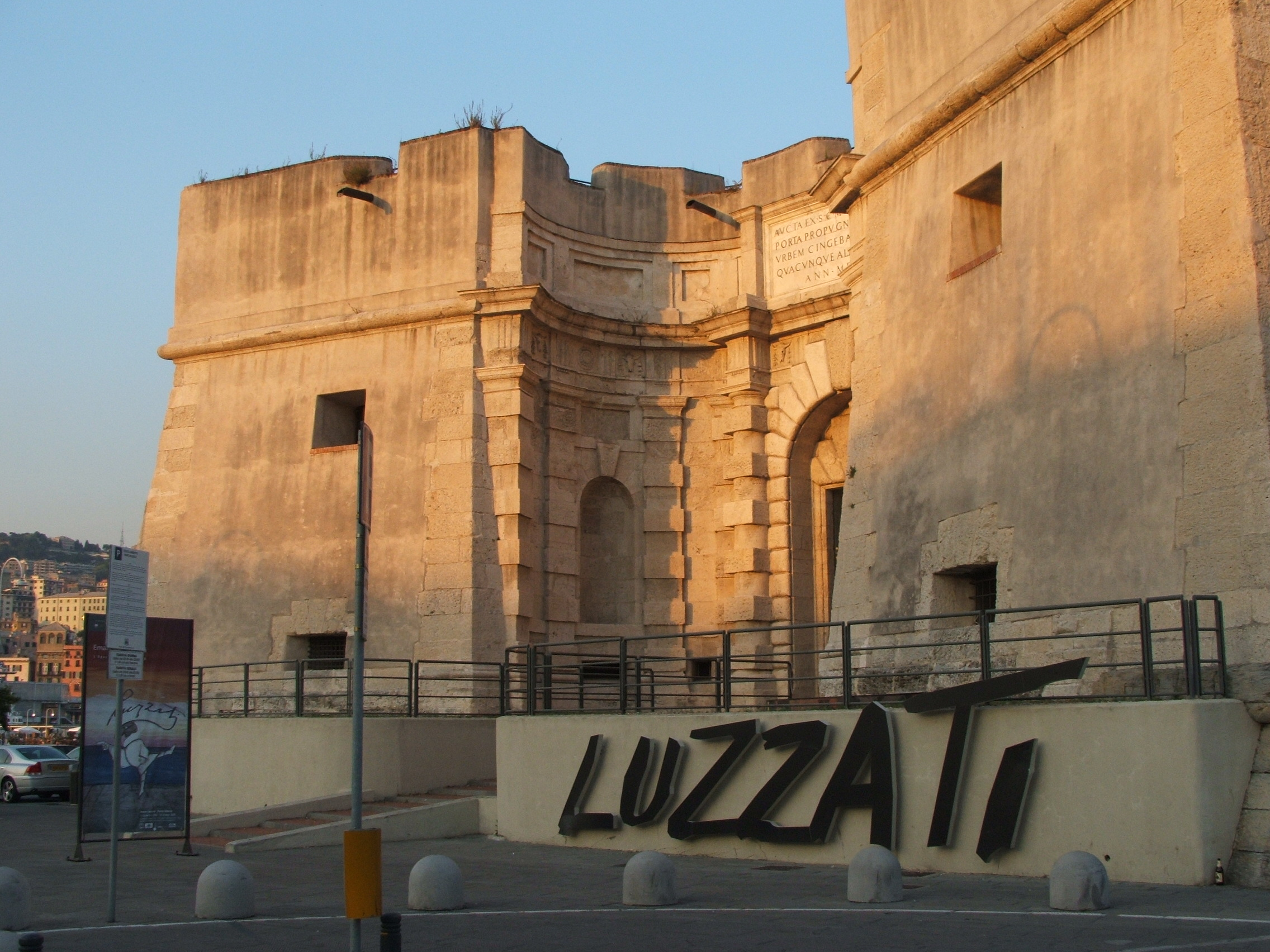
Museo Luzzati am Porto Antico

Opern dienten Luzzati auch als Vorlagen für seine Zeichentrickfilme, die er häufig mit Giulio Gianini (1927–2009) produzierte. Ihre animierten Kurzfilme La gazza ladra und Pulcinella wurden 1966 bzw. 1974 für einen Oscar in der Kategorie „Bester animierter Kurzfilm“ nominiert. Zudem illustrierte Luzzati thematisch passende Bilderbücher, unter anderem zur Zauberflöte (1971) und einer humoristischen Variante von Aschenputtel (1976). Letztere wurde auch auf einer 1976 von Luzzatti in Genua gegründeten Experimentierbühne Teatro della Tosse aufgeführt. Insgesamt illustrierte er über 400 Bücher, vorwiegend Kinderliteratur.
Luzzati starb im Alter von 85 Jahren an einem Herzinfarkt. Er wurde auf dem Monumentalfriedhof Staglieno beigesetzt. Sein Nachlass ging ans Nachon-Museum der Judenheit Italiens in Jerusalem.

## Ausstellungen
Luzzati nahm 1972 an der Biennale von Venedig in der Sektion Grafica Sperimentale teil. Die von Mara Fazio und Silvia Carandini kuratierte Ausstellung Il sipario magico di Emanuele Luzzati wurde in den Jahren 1981 bis 1984 sowohl in Italien als auch im Ausland gezeigt.
Eine umfangreiche Ausstellung über Luzzatis Werk befindet sich im Museo Luzzati in Genua. Das Nachon-Museum zeigte bislang drei Ausstellungen zu Luzzati: Der Jahreskreis von Emanuele Luzzati (מעגל השנה של עמנואלה לוצאטי; 2022/2023), Onkel Lele (דּוֹד לֶלֶה; 2021) und Die Welt ist ein Theater – Hommage an Emanuele Luzzati (העולם הוא תיאטרון – מחווה לעמנואלה לוצאטי; 2012).

## Filmografie (Auswahl)
- 1949: Il grido della terra (als Kostümbildner)
- 1959: La tarantella di Pulcinella
- 1961: I paladini di Francia
- 1961: Pulcinella: Il gioco dell'oca
- 1962: Castello di carte
- 1965: La gazza ladra
- 1966: Die unglaublichen Abenteuer des hochwohllöblichen Ritters Branca Leone (L’armata Brancaleone, Titelsequenz-Designer)
- 1968: L’italiana in Algeri
- 1970: The Italian in Algiers
- 1970: Alì Babà
- 1972: Il viaggio di Marco Polo
- 1973: Pulcinella
- 1973: L’augellin Belverde
- 1974: Turandot
- 1978: Il flauto magico
- 1979: I tre fratelli
- 1981: Pulcinella e il pesce magico
- 1985: Duetto dei gatti

## Illustrationen
Nach Verlagen:
Edizioni Olivetti
- Le fiabe scelte dei fratelli Grimm (1988)

Edizioni Nuages
- Candide oder der Optimismus von Voltaire
- Pinocchio von Carlo Collodi
- Alice im Wunderland von Lewis Carroll
- Decamerone von Giovanni Boccaccio
- Peter Pan von James Matthew Barrie

## Bühnenbilder im deutschsprachigen Raum
- Coppélia, Orpheus von Franz Liszt, Polowetzer Tänze. Wiener Staatsoper, 1966
- Così fan tutte. Bayerische Staatsoper, 1969
- Der wunderbare Mandarin. Wiener Staatsoper, 1972
- Petruschka. Wiener Staatsoper, 1973
- Un ballo in maschera. Wiener Staatsoper, 1986
- Semiramide. Opernhaus Zürich, 1992

(Quelle:)